# حضارة فاتيانوفو-بالانوفو
كانت فاتيانوفو-بالانوفو حضارة تعود للعصر النحاسي وأوائل العصر البرونزي، وازدهرت في غابات روسيا بين سنتي 2900 و2050 قبل الميلاد.
تطورت حضارة فاتيانوفو على الحدود الشمالية الشرقية لحضارة دنيبير الوسطى حوالي العام 2900 قبل الميلاد، ربما نتيجة للهجرة الجماعية لشعب حضارة الخزف المحزم من أوروبا الوسطى. متوسعين باتجاه الشرق على حساب ثقافة فولوسوفو، طور شعب فاتيانوفو مناجم النحاس في جبال الأورال الغربية. أسسوا منذ عام 2300 قبل الميلاد مستوطنات تعمل في تعدين البرونز، مما أدى إلى ظهور ثقافة البالانوفو. رغم انتمائها إلى الجزء الجنوبي الشرقي من حضارة فاتيانوفو، إلا أنه حضارة بالانوفو اختلفت تمامًا عن غيرها. ساهمت حضارة بالانوفو في تشكيل حضارة أباشيفو، والتي أسهمت بدورها في تشكيل حضارة سينتاشتا.
انتهت حضارة فاتيانوفو-بالانوفو حوالي العام 2050 قبل الميلاد. ويكاد من المؤكد أن يكون شعبها من أصل هندي أوروبي.

## تاريخ

### الأصول
ظهرت حضارة فاتيانوفو على الطرف الشمالي الشرقي من حضارة دنيبير الوسطى بين عامي 2900 و2800 قبل الميلاد، وربما كانت فرعًا أوليًا مشتقًا من الأخيرة. وصفت حسب التسلسل الزمني بأنها آخر حضارة وأكثرها باتجاه الجنوب الشرقي من أفق حضارة الخزف المحزم. ترجع أصولها إلى الغرب والجنوب الغربي.
وصفت حضارة فاتيانوفو بأنها «حركة قومية حقيقية» من وسط أوروبا في الغابات الروسية. وعلى النقيض من الحضارات الأخرى في أفق حضارة الخزف المحزم، وجدت حضارة فاتيانوفو وراء حدود حضارة القدور القمعية. تقوم النظرية حول كون فاتيانوفو – بالانوفو حضارة طفيلية على أساس الأنثروبولوجيا الحيوية للسكان، والدفن المثني للرفاة تحت الركام، ووجود فؤوس قتال وخزف.
جادل البعض أن هذه الحضارة تمثل التبادل الثقافي عبر التواصل بين حضارة مشط السيراميك ومزارعي حضارة الخزف المحزم في الغرب. أشار آخرون إلى أوجه التشابه بين الفؤوس الحربية لكل من حضارة فاتيانوفو وحضارة سرداب الموتى.

### التوزع
امتدت حضارة فاتيانوفو من بحيرة بيسكوف في الغرب إلى الفولغا الوسطى في الشرق، مع وصول شماليها إلى حوض الفولغا الأعلى. اختلفت حضارة فولوسوفا التي ضمت عمال الأعلاف الأصليين من الغابات عن حضارة فاتيانوفو في السيراميك، والاقتصاد، وطقوس الدفن. انتهت الحضارة عندما اندفع الناس من فاتيانوفو إلى حوض الفولغا الأعلى والأوسط.
اكتشف سكان فاتيانوفو المنتشرون شرقًا خامات النحاس في جبال الأورال الغربية، واتخذوا لأنفسهم مستوطنات طويلة الأجل في منطقة نهر كاما السفلى. احتلوا الأرض الواقعة بين نهري فيتلوجا وفياتكا حيث جرى استغلال الموارد المعدنية (الرواسب النحاسية الرملية المحلية). أدت مستوطنات التعدين لحضارة فاتيانوفو في تلك المنطقة إلى نشوء حضارة بالانوفو حوالي العام 2300 قبل الميلاد. رغم كونها جزءًا من من أفق حضارة فاتيانوفو، إلا أنها تمايزت تمامًا عنها. تشير الكشوفات الخزفية إلى أن شعب بالانوفو تعايش مع شعب فولوسوفو (مواقع مختلطة لبولونوفو وفولوسوفو)، وشردوهم أيضًا. أصبحت حضارة بالانوفو الأرض الحيوية للتعدين ضمن أفق حضارة فاتيانوفو.

### النهاية
يقدر أن حضارة فاتيانوفو-بالانوفو انتها بين عامي 2050 و1900 قبل الميلاد.
أسهمت حضارة بالانوفو، على أطرافها الجنوبية الشرقية، في تكوين حضارة أباشيفو. لعبت تلك الحضارة دورًا هامًا في ظهور حضارة سينتاشتا.

## السمات

### الخزف
يظهر خزف حضارة فاتيانوفو مزيجًا بين حضارة الخزف المحزم وحضارة القارورة المكورة. تشابهت أدوات الخزفة لدى حضارة أباشيفو مع الخزف المحزم لحضارة فاتيانوفو-بالانوفو.

### الاقتصاد
بدا الاقتصاد لديهم متنقًلا قابلًا للحركة، ولكن عثر أيضًا على دلائل لامتلاكهم خنازير أليفة، وهو ما يتناقض مع فكرة كونهم مجتمعًا متنقًلا. ينظر إلى حضارة فاتيانوفو على أنها استقدمت اقتصادًا قائمًا على تربية الماشية (الخراف، والأبقار، والخيول، والكلاب) إلى منطقة الغابات في روسيا.
استخدم البالانوفو الأبقار للعمل أيضًا، فضلًا عن استخدامهم العربات ذات العجلتين.